# Hylesia paulex
Hylesia paulex är en fjärilsart som beskrevs av Paul Dognin 1922. Hylesia paulex ingår i släktet Hylesia och familjen påfågelsspinnare. Inga underarter finns listade i Catalogue of Life.